# Melanie Brown
Melanie Janine Brown (født 29. maj 1975 i Leeds, West Yorkshire) (aka Melanie B, Mel B, Melanie G) er en engelsk popsanger, bedst kendt for tidligere at have været et af medlemmerne af pige bandet Spice Girls, som blev et af de mest kendte pigeband nogen sinde. Her fik hun kælenavnet Scary Spice.
Eddie Murphy er far til hendes datter Angel, født 3. april 2007.